# Theridion albomaculosum
Theridion albomaculosum là một loài nhện trong họ Theridiidae.
Loài này thuộc chi Theridion. Theridion albomaculosum được Octavius Pickard-Cambridge miêu tả năm 1869.